# Майдан-Лесньовський
Майдан-Лесньовський (пол. Majdan Leśniowski) — село в Польщі, у гміні Лісневичі Холмського повіту Люблінського воєводства. Населення — 368 осіб (2011).

## Історія
За даними етнографічної експедиції 1869—1870 років під керівництвом Павла Чубинського, у селі здебільшого проживали польськомовні римо-католики, меншою мірою — греко-католики, які також розмовляли польською.
У 1975—1998 роках село належало до Холмського воєводства.

## Демографія
Демографічна структура станом на 31 березня 2011 року:
|          | Загалом | Допрацездатний вік | Працездатний вік | Постпрацездатний вік |
| -------- | ------- | ------------------ | ---------------- | -------------------- |
| Чоловіки | 171     | 34                 | 117              | 20                   |
| Жінки    | 197     | 25                 | 112              | 60                   |
| Разом    | 368     | 59                 | 229              | 80                   |